# إم. ألن كونينغهام
إم. ألن كونينغهام (بالإنجليزية: M. Allen Cunningham)‏ (1978)؛ روائي أمريكي.